# Storsjön, Vallentuna kommun
Storsjön är en sjö intill tätorten Lindholmen och Lindholmens gård i Vallentuna kommun. Sjön har en yta på ca. 0,5 km2. Därmed är den stor i förhållande till den närbelägna Lillsjön. Söder om Storsjön sträcker sig en 5 km lång naturstig, Veda naturstig, genom ett varierat, fågelrikt skogslandskap.
I Tärnanområdet finns ytterligare ett sjöpar med namnen Storsjön och Lillsjön. De två sjöarna  ligger vid gränsen mellan Vallentuna kommun och Österåkers kommun. I samma område finns det dessutom en annan Storsjön. Den sjön är belägen vid gränsen mellan Vallentuna kommun och Norrtälje kommun.

## Delavrinningsområde
Storsjön ingår i delavrinningsområde (661308-163281) som SMHI kallar för Mynnar i Åkersström. Medelhöjden är 25 meter över havet och ytan är 50,07 kvadratkilometer. Det finns inga avrinningsområden uppströms utan avrinningsområdet är högsta punkten. Kyrkån som avvattnar avrinningsområdet har biflödesordning 2, vilket innebär att vattnet flödar genom totalt 2 vattendrag innan det når havet efter 19 kilometer. Avrinningsområdet består mestadels av skog (51 procent), öppen mark (10 procent) och jordbruk (35 procent). Avrinningsområdet har 0,61 kvadratkilometer vattenytor vilket ger det en sjöprocent på 1,2 procent. Bebyggelsen i området täcker en yta av 0,74 kvadratkilometer eller 1 procent av avrinningsområdet.